# Gareth Bale
Pour les articles homonymes, voir Bale.
Gareth Frank Bale, né le 16 juillet 1989 à Cardiff au Pays de Galles, est un footballeur international gallois jouant au poste d'ailier droit. Il est également golfeur sur des compétitions amateurs à travers le monde et notamment aux États-Unis.
Formé à Southampton, Gareth Bale se révèle ensuite à Tottenham où il est élu meilleur joueur du championnat d'Angleterre (en 2011 et 2013) et participe à ses premières campagnes européennes. Après six saisons passées en Premier League, l'ailier gallois signe au Real Madrid pour 100 millions d'euros, un record à l'époque. Il est un acteur décisif des victoires en Ligue des Champions, notamment en finale de l'édition 2018 où il inscrit un doublé, et dans le championnat espagnol faisant partie d'une génération dorée. 
La fin de son parcours madrilène est marquée par plusieurs blessures, une baisse de son temps de jeu et un prêt dans son ancien club de Tottenham. Il quitte l'Espagne en 2022 pour rejoindre les États-Unis remportant la MLS Cup avec le Los Angeles FC.    
Comparé à son célèbre compatriote Ryan Giggs, dont il partage le poste et les capacités physiques, Bale est sélectionné pour la première fois en équipe nationale en mai 2006, ce qui fait de lui le plus jeune international gallois de l'histoire. Il est l'artisan principal de la qualification et du parcours jusqu'en demi-finale du pays de Galles à l'Euro 2016 et du retour des Diables rouges en Coupe du monde, 64 ans après. Il score d'ailleurs l'unique but gallois lors de la compétition disputée au Qatar en 2022. Il met un terme à sa carrière à l'issue de celle-ci, faisant de lui le meilleur buteur de l'histoire de la sélection avec 41 buts en 111 capes, devant Ian Rush.

## Biographie

### Carrière professionnelle

#### Southampton (2005-2007)
Formé à l'académie de football de Bath, affiliée au club de Southampton, Gareth commence sa carrière au club en 2005 et dispute son premier match professionnel avec le club anglais le 17 avril 2006 lors de la réception de Millwall (2-0), à seize ans et neuf mois. Il devient ainsi le deuxième plus jeune joueur à avoir joué en équipe première après Theo Walcott[réf. nécessaire].
Il est alors arrière latéral.

#### Tottenham Hotspur (2007-2013)

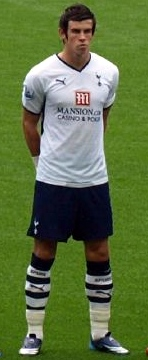
Gareth Bale sous le maillot de Tottenham Hotspur.

Le 26 mai 2007, il signe au Tottenham Hotspur Football Club dans le cadre d'un transfert conclu sur une base d'environ dix millions de livres. L'intéressé réagit ainsi à son transfert : « Je voulais réellement jouer en Premiership. C'était très important pour moi et c'est une fantastique opportunité. Je suis très excité de venir jouer dans un aussi grand club que les Spurs. Je pouvais venir dès janvier mais je voulais aider Southampton à monter en Premier League. »[réf. nécessaire]
Il réalise alors un début de saison comme titulaire, mais l'équipe obtient des résultats décevants et lui se blesse au pied droit en décembre 2007, ce qui l'oblige à plusieurs mois d'arrêt. Remis de cette blessure et profitant de l'arrivée de l'entraîneur Harry Redknapp, Gareth Bale retrouve son poste et s'impose rapidement comme un élément indispensable des Spurs. La progression de ses performances lui permet d'être considéré en 2009-2010 comme l'un des meilleurs joueurs de Premier League[réf. nécessaire]. Il devient une des idoles de White Hart Lane[réf. nécessaire]. Son influence est d'autant plus grande que son entraineur décide de le positionner dans un rôle plus offensif, sur le côté gauche. Il contribue grandement à la qualification de Tottenham pour la Ligue des champions en 2010.
Le 20 octobre 2010, Gareth Bale inscrit un triplé retentissant à San Siro contre l'Inter Milan, champion en titre, ces trois buts très similaires démontrent ces qualités de vitesse et de finition.

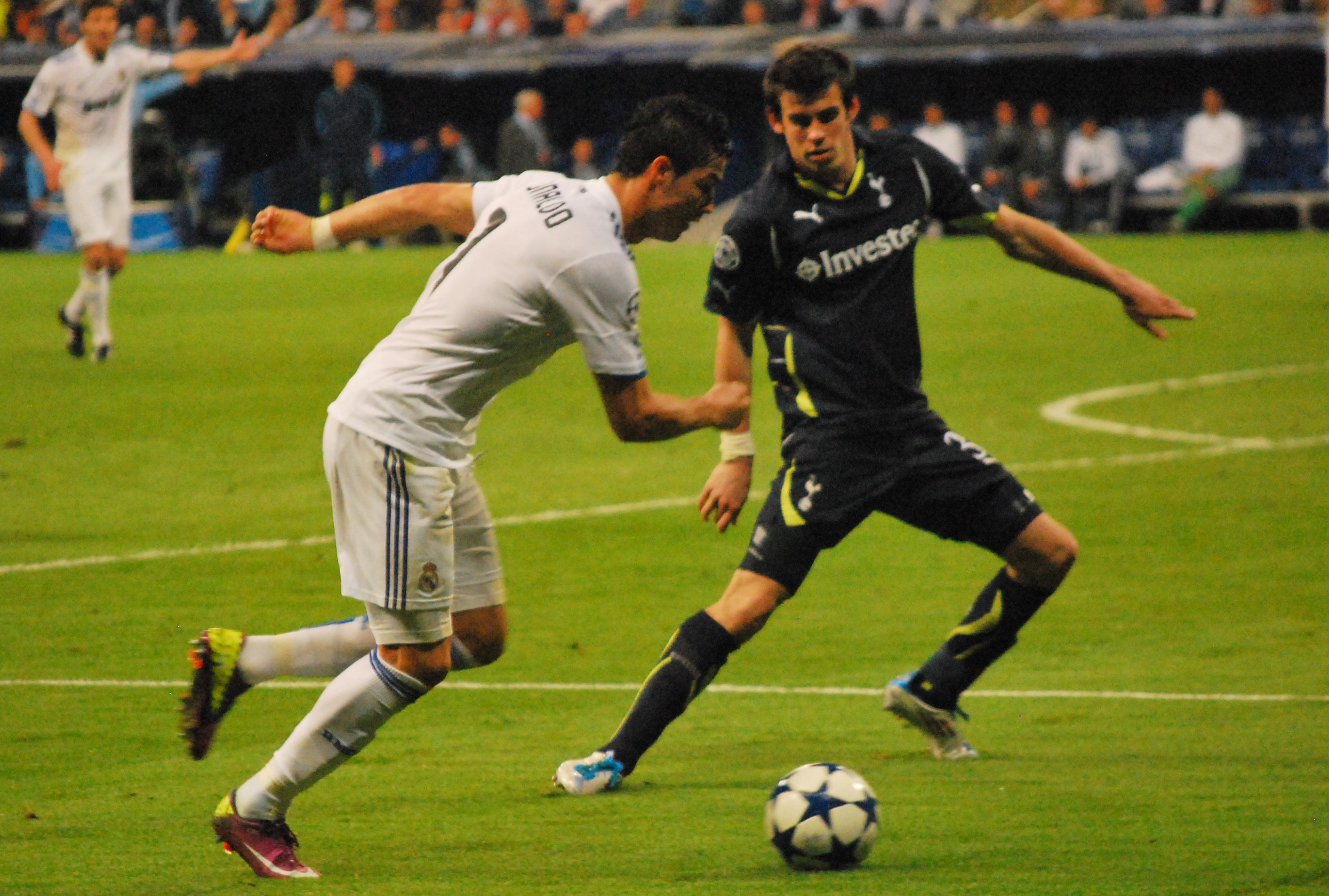
Bale contre Cristiano Ronaldo (Ligue des champions).

La saison 2010-2011 le voit ainsi être l'objet des éloges de nombreux observateurs européens, qui lui prévoient une grande carrière,. Le 17 avril 2011, Gareth Bale est récompensé par la Premier League pour sa saison en remportant le titre de joueur de l'année. Il devance Samir Nasri et Carlos Tévez. Il est arrivé largement en tête des suffrages, sachant qu'il s'agit des votes des joueurs. L'association des joueurs professionnels a considéré que le Gallois de Tottenham a été le meilleur d'entre eux cette saison.

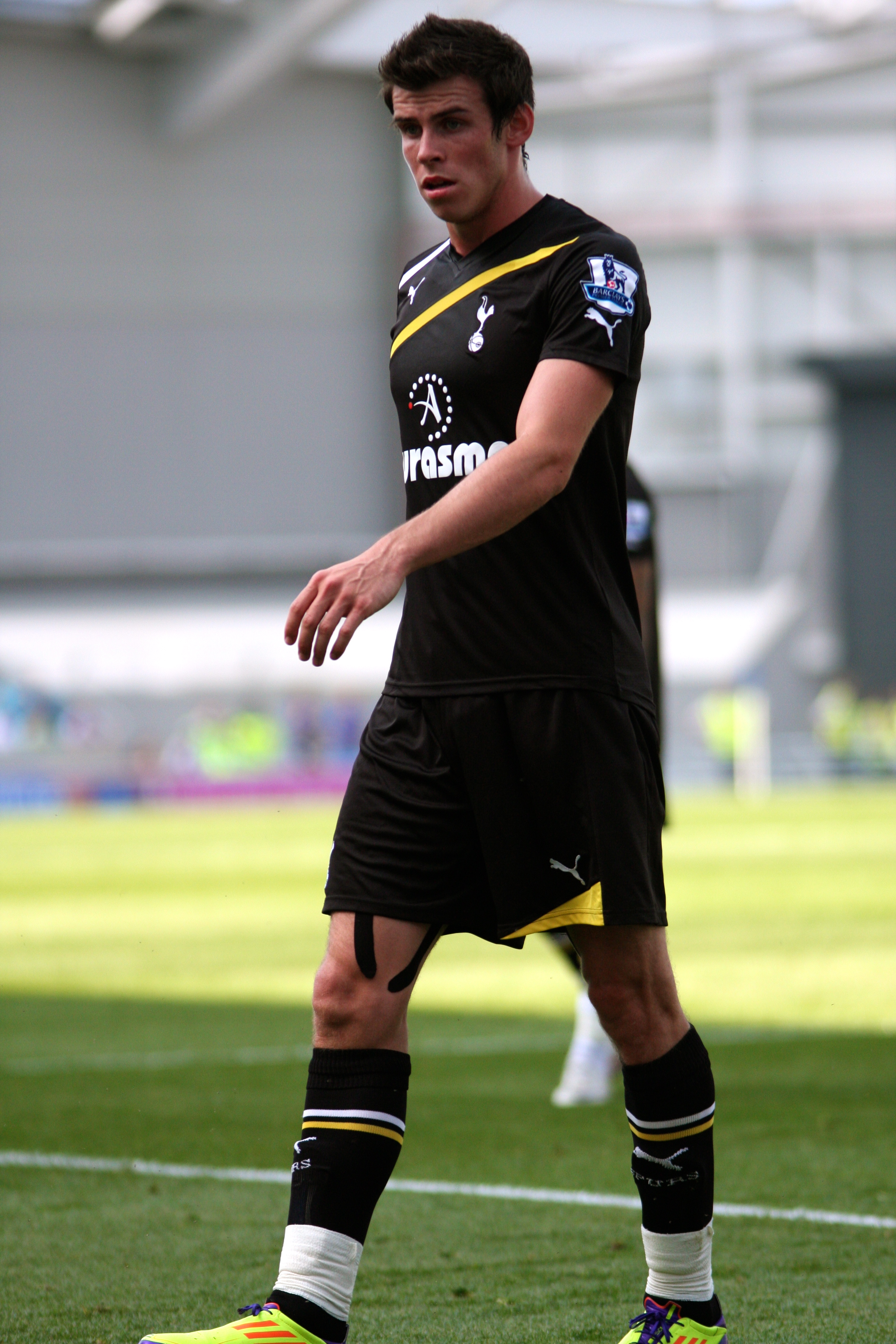
Bale lors de la saison 2011-12.

Bale poursuit sa progression lors de la saison 2011-2012 où il inscrira neuf buts en championnat. Il est d'ailleurs récompensé en apparaissant dans l'Équipe de l'année UEFA 2011. Il est également élu meilleur joueur du mois de janvier, en Premier League. À la fin de la saison, il prolonge son contrat de quatre ans, le liant ainsi jusqu'en 2016 à Tottenham.
À l'aube de la saison 2012-2013, Bale troque son numéro 3 contre le 11, laissé libre par Rafael van der Vaart. À l'image de son club, il démarre timidement la saison, mais il marque le 16 septembre pour la première victoire des Spurs face à Reading. Il récidive deux semaines plus tard sur la pelouse de Manchester United et contribue à la victoire de prestige décrochée ce jour-là. Après avoir marqué contre son club formateur Southampton, Bale s'illustre lors du Boxing Day en signant un triplé à Aston Villa. Pourtant, c'est définitivement au mois de février 2013 que le Galois semble porter son équipe à lui seul. Il enchaîne les performances décisives comme son doublé contre Newcastle United. Il est alors élu joueur du mois, pour la troisième fois de sa carrière. Alors que le parcours de Tottenham en Ligue Europa s'arrête au stade des quarts de finale, les Londoniens se battent jusqu'en fin de saison pour décrocher un nouveau billet pour la Ligue des champions. Dans cette lutte, les hommes d'André Villas-Boas peuvent encore compter sur Bale. Il se montre de nouveau décisif face à son ancien club Southampton, entre autres, en marquant à quelques minutes de la fin d'une frappe hors de la surface de réparation (1-0). 
Lors de cette saison Gareth Bale s'est très bien adapté a son nouveau poste d'ailier gauche. Bale termine la saison avec 26 buts toutes compétitions confondues dont 21 en championnat et est alors logiquement élu meilleur joueur de l’année et meilleur jeune joueur de l’année 2012-2013 en Premier League. L’international gallois devient ainsi le troisième joueur à recevoir ces deux distinctions lors d’une même saison après Andy Gray en 1977 et Cristiano Ronaldo en 2007. Il figure également dans l’équipe-type de la saison.
Peu après, il est suivi par les plus grands clubs européens, parmi lesquels le Real Madrid et Manchester United, mais Tottenham exige plus de 100 millions d'euros.

#### Real Madrid (2013-2022)

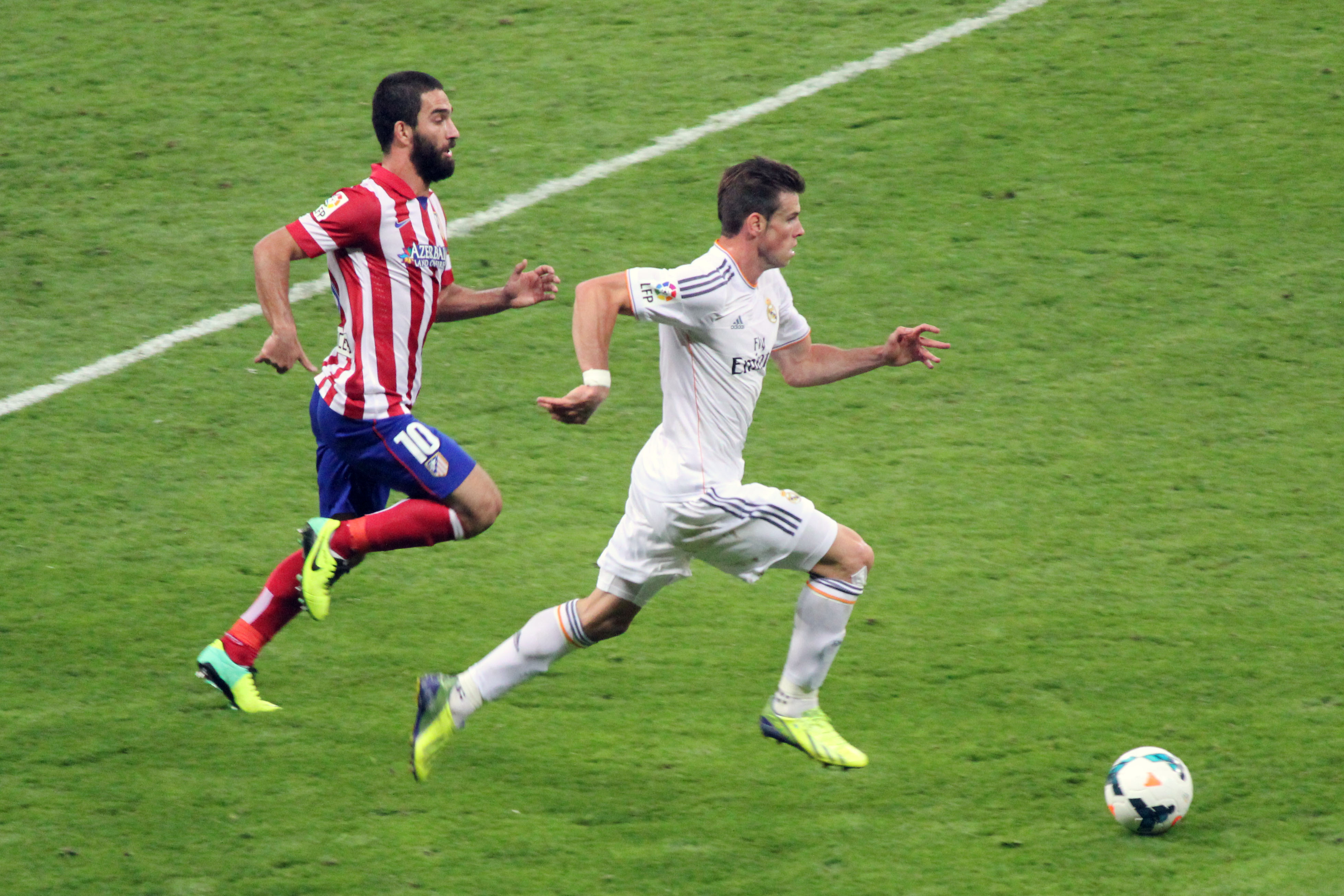
Bale avec les Merengues lors du derby madrilène.

Le 1er septembre 2013, Gareth Bale signe un contrat de six ans avec le Real Madrid pour 101 millions d'euros, ce qui fait de lui le transfert le plus cher de l'histoire du football, avant que le transfert de Paul Pogba de la Juventus vers Manchester United ne le dépasse en 2016, suivi par celui de Neymar pour 222 millions du FC Barcelone au PSG en été 2017.
Pour son premier match sous le maillot madrilène, il marque contre Villarreal CF. Bale fait partie de la liste des 23 joueurs nommés pour le Ballon d'or 2013. Lors de la journée suivante, il inscrit son premier doublé sous le maillot madrilène contre le FC Séville et délivre deux passes décisives pour une victoire fleuve 7-3. En novembre, Bale marque un but de 35 mètres face à Galatasaray en C1 avant d'être élu homme du match. Trois jours après ce but et en l'absence de Cristiano Ronaldo, il emmène les siens en s'offrant son premier hat trick parfait (tête, pied droit et pied gauche) avec le Real Madrid contre le Real Valladolid. Après ce succès, Carlo Ancelotti annonce que son adaptation au club est terminée, et qu'il est à son meilleur niveau avec la Casa Blanca. En avril, il remporte la Copa del Rey en inscrivant un but lors de la finale contre le FC Barcelone. Son but met nettement en valeur ses qualités athlétiques puisqu'il accomplit un long sprint contre lequel le défenseur blaugrana Marc Bartra ne peut rien, remontant le long de la ligne de touche avant de s'infiltrer dans la surface de réparation et marquer du bout du pied,. Un but somptueux qui restera dans les annales du club, d'autant plus qu'il s'agit d'un Clásico. Le 24 mai 2014, il remporte la Ligue des champions en inscrivant un but lors de la finale contre l'Atlético Madrid dans les prolongations alors que le score est de 1 partout. Ce but permettra au Réal Madrid de soulever la « Décima », cette dixième Ligue des Champions qui était attendue depuis 2002 par les madrilènes.
Sa première saison est donc un réel succès, il inscrit 22 buts et délivre 19 passes décisives toutes compétitions confondues. Des statistiques impressionnantes pour une première saison.
Bale entame bien la saison 2014-2015 mais voit vite les problèmes physiques le rattraper. Il délivre une passe pour Ronaldo lors de la victoire en Supercoupe UEFA face à Séville. Lors de la Coupe du monde des clubs, Bale marque le second but de la finale contre San Lorenzo. Néanmoins, il est l'objet de critiques de la part de fans madrilènes, lui reprochant son égoïsme, notamment durant une rencontre opposant le Real à l'Espanyol de Barcelone. 
La saison suivante, Bale semble avoir retrouvé sa forme d'antan. Même s'il n'est pas épargné par les blessures, l'ailier inscrit dix-neuf buts et distille onze passes en Liga. En mars 2016, après son but face au Séville FC, il devient le meilleur buteur britannique de l'histoire de la Liga. Malgré une blessure de l'indispensable Ronaldo, Bale se montre décisif en son absence et permet aux Merengues de croire à une victoire en Liga. Néanmoins, Barcelone finira par soulever le titre après une fin de championnat à suspens. En revanche, le Réal Madrid remporte la Ligue des champions cette saison : lors de la finale contre l'Atlético, Bale se montre décisif en délivrant une passe à son capitaine Sergio Ramos puis en inscrivant son tir au but,.
La saison 2016-2017 est nettement plus compliquée pour l'ailier gallois qui enchaîne les blessures à répétitions. Bale commence la saison par un doublé en championnat face à la Real Sociedad. En novembre 2016, alors qu'il joue un match de poule de Ligue des champions contre le Sporting Portugal, Bale se blesse à la cheville droite. Il souffre d'une luxation et sera éloigné des terrains quatre mois. Le 18 février 2017. Bale est titulaire lors de la Supercoupe UEFA en août 2017 où il contribue à la victoire 2-1 de Madrid contre Manchester United en délivrant une passe décisive pour Isco. 
En septembre 2017, Gareth Bale devient le joueur le plus rapide au monde, en atteignant 36.9 km/h en plein match. 
En 2018, lors de la finale de la Ligue des champions opposant le Real Madrid à Liverpool, Bale rentre peu après la mi-temps et marque un doublé : d'abord d'un retournée acrobatique , ce but est considéré comme l'un des plus beaux inscrits lors d'une finale de Ligue des champions puis d'une frappe de plus de trente mètres mal repoussée par le gardien adverse. À l'issue de la finale, il est élu homme du match. Ce match démontre la capacité du gallois à briller dans les moments importants.

#### Tottenham en prêt (2020-2021)
Le 19 septembre 2020, il est prêté pour une saison sans option d'achat à Tottenham par le Real Madrid. Il fait donc son retour sept ans après avoir quitté le nord de Londres. Il joue son premier match son retour face à West Ham United en championnat, le 18 octobre (3-3), puis marque son premier but le 1er novembre contre Brighton, lors d'une victoire importante qui permet à Tottenham de monter sur le podium du championnat (2-1). Son bilan comptable s'élève en fin de saison à 16 buts et 3 passes décisives toutes compétitions confondues en 34 matchs. Malgré des statistiques plutôt flatteuses, Bale ne s'éternise pas en Angleterre et retrouve le Real Madrid dès la fin de son prêt afin d'honorer sa dernière année de contrat avec le club Merengue.

#### Los Angeles FC (2022)
Alors que le joueur annonce son arrivée au Los Angeles FC sur ses réseaux sociaux le 25 juin 2022, la franchise angeline de Major League Soccer officialise la nouvelle deux jours plus tard, le 27 juin. En fin de contrat au Real Madrid, il s'engage pour douze mois, sans le statut de joueur désigné, ce qui implique nécessairement un salaire annuel bien inférieur à son précédent contrat (touchant environ 1,6 contre 20,3 millions de dollars au Real Madrid).
Malgré un temps de jeu limité lié à un besoin de réathlétisation, il décroche avec son équipe le Supporters' Shield 2022 avant de remporter la première Coupe MLS de l'histoire de la franchise en 2022.
Le 9 janvier 2023, il annonce mettre un terme à sa carrière de footballeur.

#### En sélection galloise
Sa première sélection en équipe nationale galloise a lieu le 27 mai 2006 lors d'une rencontre opposant le pays de Galles à Trinité-et-Tobago (2-1). Il devient alors le plus jeune joueur à avoir joué pour le pays de Galles à 16 ans et 315 jours.
Il marque son premier but en équipe nationale galloise le 7 octobre 2006 à la 37e minute, lors du match pays de Galles-Slovaquie (1-5) dans le cadre des éliminatoires de l'Euro 2008 et par la même occasion devient le plus jeune joueur avoir marqué pour la sélection galloise.
Il est connu pour sa vitesse fulgurante qui en fait l'un des joueurs les plus rapides.
Le 5 mars 2014 il marque son 12e but en sélection après un raid de 60 mètres lors d'un match amical remporté (3-1) contre l'Islande.
Il contribue largement à la qualification du pays de Galles pour l'Euro 2016, dont la finale se jouait au Stade de France, à Saint-Denis, en Ile de France . Il est en effet impliqué sur 9 (7 buts et 2 passes décisives) des 11 buts de son équipe lors des éliminatoires. Il permet souvent à sa sélection de l'emporter ; en marquant notamment un doublé contre l'Andorre (1-2) ou l'unique but des rencontres face à la Belgique et Chypre. Le 10 octobre 2015 malgré la défaite (2-0) face à la Bosnie-Herzégovine le pays de Galles est officiellement qualifié pour le Championnat d'Europe 2016 en terminant deuxième de son groupe derrière la Belgique. Ce soir là Gareth Bale déclare "C'est la meilleure défaite de ma vie." C'est la première fois que le pays de Galles participe à une compétition majeure depuis le Mondial de 1958.
Il fait très logiquement parti des 23 Gallois sélectionnés pour disputer l'Euro. Le pays de Galles est dans le groupe B et est opposé à la Slovaquie, l'Angleterre et la Russie. Il réussit à marquer un but lors de chaque match de poules, dont deux sur coups francs. Il devient alors le meilleur buteur des poules de l'Euro 2016. Le pays de Galles, surprise du tournoi, s'invitera en demi-finales de la compétition où son chemin s'arrêtera barré par le Portugal de son coéquipier au Real Madrid Cristiano Ronaldo, futur vainqueur du tournoi.
Le 22 mars 2018, Bale réalise un triplé contre la Chine et devient le meilleur buteur de l'histoire de la sélection galloise. Il défait le record détenu par Ian Rush.
En mai 2021, il est retenu dans la liste des 26 joueurs de l'équipe A pour participer à l'Euro 2020. Capitaine de son équipe lors de ce tournoi, il ne marque pas mais délivre deux passes décisives contre la Turquie en phase de groupe, permettant à son équipe de s'imposer (0-2 score final). Le Pays de Galles parvient à sortir de son groupe mais est éliminé en étant battu lourdement en huitièmes de finale par le Danemark (0-4).
Le 5 juin 2022, le Pays de Galles se qualifie pour la Coupe du monde 64 ans après sa dernière participation. Bale joue un rôle prépondérant dans ce succès en se montrant plusieurs fois décisif lors des éliminatoires (triplé en Biélorussie, doublé contre l'Autriche dont un coup franc magnifique et auteur d'un autre coup franc victorieux face à l'Ukraine). 
Le 9 novembre 2022, il est sélectionné par Rob Page pour participer à la Coupe du monde 2022. Bale inscrit l'unique but des Pays de Galles lors de la compétition face aux États-Unis.

### Caritatif
Le 5 avril 2020, il participe au tournoi FIFA 20 Combat Corona avec Paulo Dybala de la Juventus de Turin et affronte plusieurs autres footballeurs en direct au profit de l'UNICEF. L'objectif de ce match en direct sur FIFA est de récolter des dons pour aider les équipes à lutter contre le Coronavirus[pertinence contestée].

## Statistiques

### Statistiques détaillées
| Saison                | Club                     | Championnat           | Championnat | Championnat | Championnat | Coupe nationale | Coupe nationale | Coupe nationale | Coupe de la Ligue | Coupe de la Ligue | Coupe de la Ligue | Supercoupe | Supercoupe | Supercoupe | Compétition(s) continentale(s) | Compétition(s) continentale(s) | Compétition(s) continentale(s) | Compétition(s) continentale(s) | Supercoupe UEFA | Supercoupe UEFA | Supercoupe UEFA | Coupe du monde des clubs | Coupe du monde des clubs | Coupe du monde des clubs | Pays de Galles | Pays de Galles | Pays de Galles | Total | Total | Total |
| Saison                | Club                     | Division              | M.          | B.          | P.d.        | M.              | B.              | P.d.            | M.                | B.                | P.d.              | M.         | B.         | P.d.       | Comp.                          | M.                             | B.                             | P.d.                           | M.              | B.              | P.d.            | M.                       | B.                       | P.d.                     | M.             | B.             | P.d.           | M.    | B.    | P.d.  |
| 2005-2006             | Southampton FC           | Championship          | 2           | 0           | 0           | -               | -               | -               | -                 | -                 | -                 | -          | -          | -          | -                              | -                              | -                              | -                              | -               | -               | -               | -                        | -                        | -                        | 1              | 0              | 1              | 3     | 0     | 1     |
| 2006-2007             | Southampton FC           | Championship          | 39          | 5           | 11          | 1               | 0               | 0               | 3                 | 0                 | 1                 | -          | -          | -          | -                              | -                              | -                              | -                              | -               | -               | -               | -                        | -                        | -                        | 5              | 2              | 0              | 48    | 7     | 12    |
| Sous-total            | Sous-total               | Sous-total            | 41          | 5           | 11          | 1               | 0               | 0               | 3                 | 0                 | 1                 | -          | -          | -          | -                              | -                              | -                              | -                              | -               | -               | -               | -                        | -                        | -                        | 6              | 2              | 1              | 51    | 7     | 13    |
| 2007-2008             | Tottenham Hotspur        | Premier League        | 8           | 2           | 1           | -               | -               | -               | 1                 | 1                 | 0                 | -          | -          | -          | C3                             | 3                              | 0                              | 0                              | -               | -               | -               | -                        | -                        | -                        | 5              | 0              | 1              | 17    | 3     | 2     |
| 2008-2009             | Tottenham Hotspur        | Premier League        | 16          | 0           | 0           | 2               | 0               | 0               | 5                 | 0                 | 1                 | -          | -          | -          | C3                             | 7                              | 0                              | 2                              | -               | -               | -               | -                        | -                        | -                        | 9              | 0              | 1              | 39    | 0     | 4     |
| 2009-2010             | Tottenham Hotspur        | Premier League        | 23          | 3           | 5           | 8               | 0               | 4               | 3                 | 0                 | 2                 | -          | -          | -          | -                              | -                              | -                              | -                              | -               | -               | -               | -                        | -                        | -                        | 4              | 0              | 0              | 38    | 3     | 11    |
| 2010-2011             | Tottenham Hotspur        | Premier League        | 30          | 7           | 2           | 0               | 0               | 0               | 0                 | 0                 | 0                 | -          | -          | -          | C1                             | 11                             | 4                              | 0                              | -               | -               | -               | -                        | -                        | -                        | 3              | 1              | 0              | 44    | 12    | 2     |
| 2011-2012             | Tottenham Hotspur        | Premier League        | 36          | 9           | 10          | 4               | 2               | 3               | 0                 | 0                 | 0                 | -          | -          | -          | C3                             | 2                              | 1                              | 0                              | -               | -               | -               | -                        | -                        | -                        | 6              | 3              | 2              | 48    | 15    | 15    |
| 2012-2013             | Tottenham Hotspur        | Premier League        | 33          | 21          | 9           | 2               | 1               | 3               | 1                 | 1                 | 0                 | -          | -          | -          | C3                             | 8                              | 3                              | 3                              | -               | -               | -               | -                        | -                        | -                        | 8              | 5              | 1              | 52    | 31    | 16    |
| 2020-2021             | Tottenham Hotspur (prêt) | Premier League        | 20          | 11          | 2           | 2               | 1               | 0               | 2                 | 1                 | 0                 | -          | -          | -          | C3                             | 10                             | 3                              | 1                              | -               | -               | -               | -                        | -                        | -                        | 13             | 0              | 6              | 47    | 16    | 9     |
| Sous-total            | Sous-total               | Sous-total            | 166         | 53          | 29          | 18              | 4               | 10              | 12                | 3                 | 3                 | -          | -          | -          | -                              | 41                             | 11                             | 14                             | -               | -               | -               | -                        | -                        | -                        | 48             | 9              | 11             | 285   | 80    | 67    |
| 2013-2014             | Real Madrid              | Liga                  | 27          | 15          | 13          | 5               | 1               | 2               | -                 | -                 | -                 | -          | -          | -          | C1                             | 12                             | 6                              | 4                              | -               | -               | -               | -                        | -                        | -                        | 3              | 1              | 1              | 47    | 23    | 20    |
| 2014-2015             | Real Madrid              | Liga                  | 31          | 13          | 9           | 2               | 0               | 1               | -                 | -                 | -                 | 2          | 0          | 0          | C1                             | 10                             | 2                              | 1                              | 1               | 0               | 1               | 2                        | 2                        | 0                        | 6              | 5              | 2              | 54    | 22    | 14    |
| 2015-2016             | Real Madrid              | Liga                  | 23          | 19          | 11          | 0               | 0               | 0               | -                 | -                 | -                 | -          | -          | -          | C1                             | 8                              | 0                              | 3                              | -               | -               | -               | -                        | -                        | -                        | 11             | 5              | 0              | 42    | 24    | 14    |
| 2016-2017             | Real Madrid              | Liga                  | 19          | 7           | 4           | 0               | 0               | 0               | -                 | -                 | -                 | -          | -          | -          | C1                             | 8                              | 2                              | 2                              | 0               | 0               | 0               | 0                        | 0                        | 0                        | 5              | 4              | 1              | 32    | 13    | 7     |
| 2017-2018             | Real Madrid              | Liga                  | 26          | 16          | 3           | 2               | 1               | 1               | -                 | -                 | -                 | 1          | 0          | 0          | C1                             | 7                              | 3                              | 2                              | 1               | 0               | 1               | 2                        | 1                        | 0                        | 4              | 3              | 1              | 43    | 24    | 8     |
| 2018-2019             | Real Madrid              | Liga                  | 29          | 8           | 4           | 3               | 0               | 0               | -                 | -                 | -                 | -          | -          | -          | C1                             | 7                              | 3                              | 2                              | 1               | 0               | 1               | 2                        | 3                        | 0                        | 7              | 2              | 1              | 49    | 16    | 8     |
| 2019-2020             | Real Madrid              | Liga                  | 16          | 2           | 2           | 1               | 1               | 0               | -                 | -                 | -                 | -          | -          | -          | C1                             | 3                              | 0                              | 0                              | -               | -               | -               | -                        | -                        | -                        | 6              | 2              | 2              | 26    | 5     | 4     |
| 2021-2022             | Real Madrid              | Liga                  | 5           | 1           | 0           | 0               | 0               | 0               | -                 | -                 | -                 | -          | -          | -          | C1                             | 2                              | 0                              | 0                              | -               | -               | -               | -                        | -                        | -                        | 10             | 6              | 2              | 17    | 7     | 2     |
| Sous-total            | Sous-total               | Sous-total            | 176         | 81          | 46          | 13              | 3               | 4               | -                 | -                 | -                 | 3          | 0          | 0          | -                              | 57                             | 16                             | 14                             | 3               | 0               | 3               | 6                        | 6                        | 0                        | 57             | 29             | 10             | 315   | 135   | 77    |
| 2022                  | Los Angeles FC           | MLS                   | 13          | 3           | 0           | -               | -               | -               | -                 | -                 | -                 | -          | -          | -          | -                              | -                              | -                              | -                              | -               | -               | -               | -                        | -                        | -                        | 5              | 1              | 0              | 18    | 4     | 0     |
| Total sur la carrière | Total sur la carrière    | Total sur la carrière | 396         | 142         | 86          | 32              | 7               | 14              | 15                | 3                 | 4                 | 3          | 0          | 0          | -                              | 98                             | 27                             | 28                             | 3               | 0               | 3               | 6                        | 6                        | 0                        | 111            | 41             | 22             | 664   | 226   | 157   |

### En sélection nationale
| Saison                | Sélection             | Phases finales                        | Phases finales | Phases finales | Phases finales | Éliminatoires | Éliminatoires | Éliminatoires | Matchs amicaux | Matchs amicaux | Matchs amicaux | Total | Total | Total |
| Saison                | Sélection             | Compétition                           | M              | B              | Pd             | M             | B             | Pd            | M              | B              | Pd             | M     | B     | Pd    |
| --------------------- | --------------------- | ------------------------------------- | -------------- | -------------- | -------------- | ------------- | ------------- | ------------- | -------------- | -------------- | -------------- | ----- | ----- | ----- |
| 2005-2006             | Pays de Galles        | -                                     | -              | -              | -              | -             | -             | -             | 1              | 0              | 1              | 1     | 0     | 1     |
| 2006-2007             | Pays de Galles        | -                                     | -              | -              | -              | 4             | 2             | 0             | 1              | 0              | 0              | 5     | 2     | 0     |
| 2007-2008             | Pays de Galles        | -                                     | -              | -              | -              | 4             | 0             | 1             | 1              | 0              | 0              | 5     | 0     | 1     |
| 2008-2009             | Pays de Galles        | -                                     | -              | -              | -              | 6             | 0             | 1             | 3              | 0              | 0              | 9     | 0     | 1     |
| 2009-2010             | Pays de Galles        | -                                     | -              | -              | -              | 2             | 0             | 0             | 2              | 0              | 0              | 4     | 0     | 0     |
| 2010-2011             | Pays de Galles        | -                                     | -              | -              | -              | 3             | 1             | 0             | -              | -              | -              | 3     | 1     | 0     |
| 2011-2012             | Pays de Galles        | -                                     | -              | -              | -              | 4             | 2             | 1             | 2              | 1              | 1              | 6     | 3     | 2     |
| 2012-2013             | Pays de Galles        | -                                     | -              | -              | -              | 6             | 4             | 0             | 2              | 1              | 1              | 8     | 5     | 1     |
| 2013-2014             | Pays de Galles        | -                                     | -              | -              | -              | 1             | 0             | 0             | 2              | 1              | 1              | 3     | 1     | 1     |
| 2014-2015             | Pays de Galles        | -                                     | -              | -              | -              | 6             | 5             | 2             | -              | -              | -              | 6     | 5     | 2     |
| 2015-2016             | Pays de Galles        | Euro 2016                             | 6              | 3              | 0              | 4             | 2             | 0             | 1              | 0              | 0              | 11    | 5     | 0     |
| 2016-2017             | Pays de Galles        | -                                     | -              | -              | -              | 5             | 4             | 1             | -              | -              | -              | 5     | 4     | 1     |
| 2017-2018             | Pays de Galles        | -                                     | -              | -              | -              | 2             | 0             | 0             | 2              | 3              | 1              | 4     | 3     | 1     |
| 2018-2019             | Pays de Galles        | Ligue des nations                     | 3              | 2              | 1              | 3             | 0             | 0             | 1              | 0              | 0              | 7     | 2     | 1     |
| 2019-2020             | Pays de Galles        | -                                     | -              | -              | -              | 5             | 2             | 2             | 1              | 0              | 0              | 6     | 2     | 2     |
| 2020-2021             | Pays de Galles        | Ligue des nations+Euro 2020           | 4+4            | 0+0            | 2+2            | 2             | 0             | 2             | 3              | 0              | 0              | 13    | 0     | 6     |
| 2021-2022             | Pays de Galles        | Ligue des nations                     | 4              | 1              | 0              | 4             | 6             | 2             | 2              | 0              | 0              | 10    | 7     | 2     |
| 2022-2023             | Pays de Galles        | Ligue des nations+Coupe du monde 2022 | 2+3            | 0+1            | 0+0            | -             | -             | -             | -              | -              | -              | 5     | 1     | 0     |
| Total sur la carrière | Total sur la carrière | Total sur la carrière                 | 26             | 7              | 5              | 61            | 28            | 12            | 24             | 6              | 5              | 111   | 41    | 22    |

### Buts internationaux
| 0  | Date              | Lieu                                          | Adversaire  | Score | Résultat | Compétition                       |
| -- | ----------------- | --------------------------------------------- | ----------- | ----- | -------- | --------------------------------- |
| 1  | 7 octobre 2006    | Millennium Stadium, Cardiff, Pays de Galles   | Slovénie    | 1-2   | 1-5      | Éliminatoires Euro 2008           |
| 2  | 28 mars 2007      | Millennium Stadium, Cardiff, Pays de Galles   | Saint-Marin | 2-0   | 3-0      | Éliminatoires Euro 2008           |
| 3  | 8 octobre 2010    | St Jakob-Park, Bâle, Suisse                   | Suisse      | 1-1   | 4-1      | Éliminatoires Euro 2012           |
| 4  | 7 octobre 2011    | Liberty Stadium, Swansea, Pays de Galles      | Suisse      | 2-0   | 2-0      | Éliminatoires Euro 2012           |
| 5  | 11 octobre 2011   | Vasil Levski, Sofia, Bulgarie                 | Bulgarie    | 0-1   | 0-1      | Éliminatoires Euro 2012           |
| 6  | 12 novembre 2011  | Cardiff City Stadium, Cardiff, Pays de Galles | Norvège     | 1-0   | 4-1      | Match amical                      |
| 7  | 11 septembre 2012 | Karađorđe, Novi Sad, Serbie                   | Serbie      | 2-1   | 6-1      | Eliminatoires Coupe du monde 2014 |
| 8  | 12 octobre 2012   | Cardiff City Stadium, Cardiff, Pays de Galles | Écosse      | 1-1   | 2-1      | Eliminatoires Coupe du monde 2014 |
| 9  | 12 octobre 2012   | Cardiff City Stadium, Cardiff, Pays de Galles | Écosse      | 2-1   | 2-1      | Eliminatoires Coupe du monde 2014 |
| 10 | 6 février 2013    | Liberty Stadium, Swansea, Pays de Galles      | Autriche    | 1-0   | 2-1      | Match amical                      |
| 11 | 26 mars 2013      | Liberty Stadium, Swansea, Pays de Galles      | Croatie     | 1-0   | 1-2      | Eliminatoires Coupe du monde 2014 |
| 12 | 5 mars 2014       | Cardiff City Stadium, Cardiff, Pays de Galles | Islande     | 3-1   | 3-1      | Match amical                      |
| 13 | 9 septembre 2014  | Estadi Nacional, Andorre la vieille, Andorre  | Andorre     | 1-1   | 1-2      | Eliminatoires Euro 2016           |
| 14 | 9 septembre 2014  | Estadi Nacional, Andorre la vieille, Andorre  | Andorre     | 1-2   | 1-2      | Eliminatoires Euro 2016           |
| 15 | 28 mars 2015      | Sammy Ofer, Haifa, Israël                     | Israël      | 0-2   | 0-3      | Eliminatoires Euro 2016           |
| 16 | 28 mars 2015      | Sammy Ofer, Haifa, Israël                     | Israël      | 0-3   | 0-3      | Eliminatoires Euro 2016           |
| 17 | 12 juin 2015      | Cardiff City Stadium, Cardiff, Pays de Galles | Belgique    | 1-0   | 1-0      | Eliminatoires Euro 2016           |
| 18 | 3 septembre 2015  | Stade GSP, Nicosie, Chypre                    | Chypre      | 0-1   | 0-1      | Eliminatoires Euro 2016           |
| 19 | 13 octobre 2015   | Cardiff City Stadium, Cardiff, Pays de Galles | Andorre     | 2-0   | 2-0      | Eliminatoires Euro 2016           |
| 20 | 11 juin 2016      | Matmut Atlantique, Bordeaux, France           | Slovaquie   | 1-0   | 2-1      | Euro 2016                         |
| 21 | 16 juin 2016      | Stade Bollaert-Delelis, Lens, France          | Angleterre  | 0-1   | 2-1      | Euro 2016                         |
| 22 | 20 juin 2016      | Stadium, Toulouse, France                     | Russie      | 0-3   | 0-3      | Euro 2016                         |
| 23 | 5 septembre 2016  | Cardiff City Stadium, Cardiff, Pays de Galles | Moldavie    | 0-3   | 0-4      | Éliminatoires Coupe du monde 2018 |
| 24 | 5 septembre 2016  | Cardiff City Stadium, Cardiff, Pays de Galles | Moldavie    | 0-4   | 0-4      | Éliminatoires Coupe du monde 2018 |
| 25 | 9 octobre 2016    | Cardiff City Stadium, Cardiff, Pays de Galles | Géorgie     | 1-0   | 1-1      | Éliminatoires Coupe du monde 2018 |
| 26 | 12 novembre 2016  | Cardiff City Stadium, Cardiff, Pays de Galles | Serbie      | 1-0   | 1-1      | Éliminatoires Coupe du monde 2018 |
| 27 | 22 mars 2018      | Guangxi Sports Centre Stadium, Nanning, Chine | Chine       | 0-1   | 0-6      | Match amical                      |
| 28 | 22 mars 2018      | Guangxi Sports Centre Stadium, Nanning, Chine | Chine       | 0-2   | 0-6      | Match amical                      |
| 29 | 22 mars 2018      | Guangxi Sports Centre Stadium, Nanning, Chine | Chine       | 0-6   | 0-6      | Match amical                      |

## Palmarès

### En club
| Tottenham Hotspur (1) - Coupe de la Ligue - Vainqueur : 2008 - Finaliste : 2021 |  | Real Madrid (19) - Liga - Champion : 2017, 2020 et 2022 - Vice-champion : 2015, 2016 et 2021 - Coupe d'Espagne - Vainqueur : 2014 - Supercoupe d'Espagne - Vainqueur : 2017, 2019 et 2022 - Ligue des champions - Vainqueur : 2014, 2016, 2017, 2018 et 2022 - Supercoupe de l'UEFA - Vainqueur : 2014, 2016 et 2017 - Finaliste : 2018 - Coupe du monde des clubs de la FIFA - Vainqueur : 2014, 2016 2017 et 2018 |  | Los Angeles FC (2) - Coupe MLS : - Vainqueur : 2022 - Supporters' Shield : - Vainqueur : 2022 |

### En sélection
- Demi-finaliste de l'Euro 2016 avec le Pays de Galles.

### Distinctions personnelles
- Élu 6e au Ballon d'or 2016
- Élu Joueur de l'année PFA en 2011 et 2013
- Élu Footballeur de l'année de la FWA en 2013
- Élu 3e du Prix UEFA du Meilleur joueur d'Europe en 2016
- Élu Jeune joueur de l'année de l'EFL Championship en 2007
- Élu Jeune joueur de l'année PFA (en) du Championnat d'Angleterre en 2013[42]
- Élu meilleur joueur du club de Tottenham Hotspur en 2013
- Élu joueur gallois de l'année en 2010, 2011, 2013, 2014, 2015 et 2016
- Joueur du mois du championnat d'Angleterre en avril 2010, janvier 2012 et février 2013
- Ballon d'or du meilleur joueur de la Coupe du monde des clubs de la FIFA en 2018
- Élu meilleur joueur de la Finale de la Ligue des champions de l'UEFA 2017-2018
- Meilleur buteur de la Coupe du monde des clubs de la FIFA en 2018 (3 buts)
- Meilleur buteur de la phase de groupes de  l'Euro 2016 (3 buts)
- Meilleur buteur britannique de l'histoire du Championnat d'Espagne
- Meilleur buteur de l'histoire du Pays de Galles
- Joueur le plus capé de l'histoire du Pays de Galles
- Membre de l'équipe de l'année UEFA en 2011 et 2013
- Membre de l'équipe type du Championnat d'Angleterre en 2012 et 2013
- Membre de l'équipe type de la Ligue des champions de l'UEFA en 2011 et 2016
- Membre de la section des Légendes du Real Madrid[43]

### Décoration
- Membre de l'ordre de l'Empire britannique (MBE)

## Vie personnelle
Le joueur est sponsorisé par l'équipementier Adidas qui est aussi le sponsor de son club du Real Madrid. Il a notamment participé à la campagne d'Adidas « There Will Be Haters » lancée en 2015 et est l'un des principaux ambassadeurs de la marque allemande.
Il est le compagnon de Emma Rhys-Jones , rencontrée au lycée avec qui il a deux filles, Alba Violet, née le 21 octobre 2012 et Nava Valentina née le 22 mars 2016,. Le 8 mai 2018, sa compagne et lui accueillent leur 3e enfant, un garçon, Axel Charles. Ils se marient en juillet 2019.
En octobre 2018, il est condamné par le fisc espagnol à lui verser 337 000 euros pour une fraude sur les taxes de droits à l'image en 2013.
Gareth Bale est, par ailleurs, passionné de golf, ce qui suscite parfois des commentaires dans la presse madrilène, l'accusant de préférer cette pratique au football,,.